# دورق تفريغ

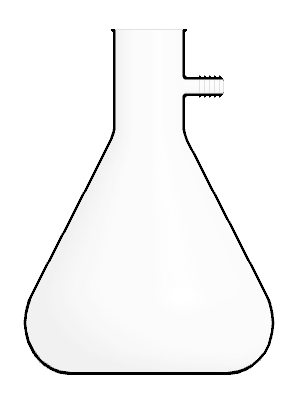
دورق التفريغ مع الانبوب الفرعي (يمين الصورة) قرب العنق.

دورق التفريغ (بالإنجليزية: Büchner flask)‏ وله مسميات أخرى مثل دورق التصفية ودورق الذراع الجانبي وهو عبارة عن دورق مخروطي سميك الجدران مع انبوبة فرعية قصيرة بالقرب من العنق. يوصل أحد طرفي خرطوم بالانبوب القصير بينما الطرف الآخر للخرطوم بمصدر تفريغ (مضخة تفريغ مثلًا) وكاحتياط امان يوضع محبس لمنع تسرب السائل من آلة التفريغ إلى الدورق وهذه وظيفة أخرى للدورق لمنع تسرب سوائل الات التفريغ إلى الأجهزة.